# Nenince
Nenince (bis 1927 slowakisch „Ňanince“ oder „Lúka Ňanince“; deutsch Luka-Ninitz, ungarisch Lukanénye) ist eine Gemeinde im Süden der Slowakei mit 1261 Einwohnern (Stand 31. Dezember 2024). Sie gehört zum Okres Veľký Krtíš, einem Kreis des Banskobystrický kraj und zählt zur traditionellen Landschaft Hont.

## Geographie
Die Gemeinde befindet sich im Talkessel Ipeľská kotlina, einer Untereinheit der Juhoslovenská kotlina am Bach Čebovský potok im Einzugsgebiet des Ipeľ nahe der ungarischen Grenze. Das Gemeindegebiet ist hügelig mit Höhen von 163 m n.m. bis 300 m n.m. und von Braunerde sowie Auböden bedeckt. Das Ortszentrum liegt auf einer Höhe von 175 m n.m. und ist 10 Kilometer von Balassagyarmat (H) sowie 17 Kilometer von Veľký Krtíš entfernt.
Nachbargemeinden sind Príbelce im Norden, Obeckov im Osten, Bátorová im Süden, Trebušovce im Südwesten, Seľany im Westen und Kosihovce und Čebovce im Nordwesten.

## Geschichte
Nenince wurde zum ersten Mal 1135 als Nena in der Gründungsurkunde des Klosters von Bzovík schriftlich erwähnt. 1243 schenkte der König Béla IV. den Ort Nenye dem Geschlecht Dobák. Später wurde das Dorf zerstückelt, wobei der größte Teil dem Geschlecht Luka zufiel, dessen Name als Präfix im Gemeindenamen erschien. 1828 zählte man 66 Häuser und 404 Einwohner, die in Landwirtschaft und Weinbau beschäftigt waren. 1907 wurde der Ort Házasnénye (slowakisch „Kostolné Nenince“, deutsch Hasasch-Ninitz) eingegliedert.
Bis 1918 gehörte der im Komitat Hont liegende Ort zum Königreich Ungarn und kam danach zur Tschechoslowakei beziehungsweise heute Slowakei. Im bisher magyarischen Dorf ließen sich 1923 einige slowakische Siedler nieder. Auf Grund des Ersten Wiener Schiedsspruchs lag er 1938–1944 noch einmal in Ungarn.

## Bevölkerung
| Jahr                | 1994 | 2004    | 2014    | 2024    |
| ------------------- | ---- | ------- | ------- | ------- |
| Anzahl der Personen | 1400 | 1390    | 1361    | 1261    |
| Unterschied         |      | −0,71 % | −2,08 % | −7,34 % |

| Jahr                | 2023 | 2024    |
| ------------------- | ---- | ------- |
| Anzahl der Personen | 1282 | 1261    |
| Unterschied         |      | −1,63 % |

Nach der Volkszählung 2011 wohnten in Nenince 1391 Einwohner, davon 1111 Magyaren, 263 Slowaken und jeweils ein Jude, Tscheche und Ukrainer. 14 Einwohner machten keine Angabe. 1339 Einwohner bekannten sich zur römisch-katholischen Kirche, 19 Einwohner zur evangelischen Kirche A. B, drei Einwohner zur reformierten Kirche und ein Einwohner zur orthodoxen Kirche. Sechs Einwohner waren konfessionslos und bei 23 Einwohnern wurde die Konfession nicht ermittelt.
Ergebnisse nach der Volkszählung 2001 (1394 Einwohner):
| Nach Ethnie: - 77,83 % Magyaren - 21,88 % Slowaken - 0,07 % Tschechen - 0,07 % Ukrainer | Nach Konfession: - 96,84 % römisch-katholisch - 2,08 % evangelisch - 0,29 % keine Angabe - 0,22 % konfessionslos - 0,07 % griechisch-katholisch - 0,07 % orthodox |

## Bauwerke
- römisch-katholische Kirche im barock-klassizistischen Stil aus dem Ende des 18. Jahrhunderts